# Epiprora
Epiprora is een geslacht van rechtvleugeligen uit de familie Romaleidae. De wetenschappelijke naam van dit geslacht is voor het eerst geldig gepubliceerd in 1889 door Gerstaecker.

## Soorten
Het geslacht Epiprora  is monotypisch en omvat slechts de volgende soort:
- Epiprora hilaris (Gerstaecker, 1889)